# Nicentrus
Nicentrus är ett släkte av skalbaggar. Nicentrus ingår i familjen vivlar.

## Dottertaxa tillNicentrus, i alfabetisk ordning[1]
- Nicentrus abruptus
- Nicentrus adspersus
- Nicentrus alabamae
- Nicentrus albopictus
- Nicentrus amazonicus
- Nicentrus antennalis
- Nicentrus australis
- Nicentrus biplagiatus
- Nicentrus brasiliensis
- Nicentrus candidulus
- Nicentrus canus
- Nicentrus chapadanus
- Nicentrus chihuahuae
- Nicentrus chihuhuae
- Nicentrus circumcinctus
- Nicentrus columbicus
- Nicentrus contractus
- Nicentrus convexulus
- Nicentrus corumbanus
- Nicentrus cylindricollis
- Nicentrus decemnotatus
- Nicentrus decipiens
- Nicentrus densicollis
- Nicentrus dentirostris
- Nicentrus effetus
- Nicentrus egens
- Nicentrus egenus
- Nicentrus episternalis
- Nicentrus fallax
- Nicentrus fasciatus
- Nicentrus femoralis
- Nicentrus fluminalis
- Nicentrus forreri
- Nicentrus fulvipes
- Nicentrus grossulus
- Nicentrus ingenuus
- Nicentrus interruptus
- Nicentrus jekeli
- Nicentrus lateralis
- Nicentrus lecontei
- Nicentrus lineicollis
- Nicentrus lobatus
- Nicentrus longithorax
- Nicentrus macilentus
- Nicentrus medialis
- Nicentrus montanus
- Nicentrus napoanus
- Nicentrus neglectus
- Nicentrus ordinatus
- Nicentrus ornatus
- Nicentrus ovulatus
- Nicentrus parallelus
- Nicentrus parensis
- Nicentrus pertenuis
- Nicentrus piceipes
- Nicentrus pistorinus
- Nicentrus placidus
- Nicentrus puerilis
- Nicentrus puritanus
- Nicentrus robustus
- Nicentrus rubripes
- Nicentrus scitulus
- Nicentrus semialbus
- Nicentrus serenus
- Nicentrus signatulus
- Nicentrus silvestris
- Nicentrus simulans
- Nicentrus smithi
- Nicentrus sodalis
- Nicentrus striatopunctatus
- Nicentrus subtubulatus
- Nicentrus suffusus
- Nicentrus suturalis
- Nicentrus sylvestris
- Nicentrus temerarius
- Nicentrus testaceipes
- Nicentrus texensis
- Nicentrus townsendi
- Nicentrus towsendi
- Nicentrus trilineatus
- Nicentrus uniseriatus
- Nicentrus vacunalis
- Nicentrus viduatus
- Nicentrus wyandottei